# ディック島
ディック島(ディックとう、ロシア語: Остров Дика)は北極海の一部であるバレンツ海に位置するロシア連邦領ゼムリャフランツァヨシファの北部にある島である。バック海峡によりカール＝アレキサンダー島と隔てられている。1874年に発見された 。